# Bugatti Type 29 y Type 30
El Bugatti Type 29 fue un automóvil de competición fabricado por la compañía francesa Bugatti en 1922, del que solo se produjeron 7 unidades. De esta realización se derivó el modelo de carretera, el Type 30.

## Historia
Después de la presentación en 1921 del Bugatti Type 28 (el primer automóvil con motor de ocho cilindros en línea producido en serie por la firma francesa), se lanzó en 1922 el Type 30, equipado con un motor de 8 cilindros en línea de 1991 cm³, capaz de rendir 50 CV a 3800 rpm. Este motor estaba equipado con una distribución con un árbol de levas en cabeza y tres válvulas por cilindro. El Type 30 también estaba equipado con frenos accionados hidráulicamente en las cuatro ruedas, pero esta solución pronto demostró no ser muy fiable, y por lo tanto, se abandonó a favor de una solución más convencional. 

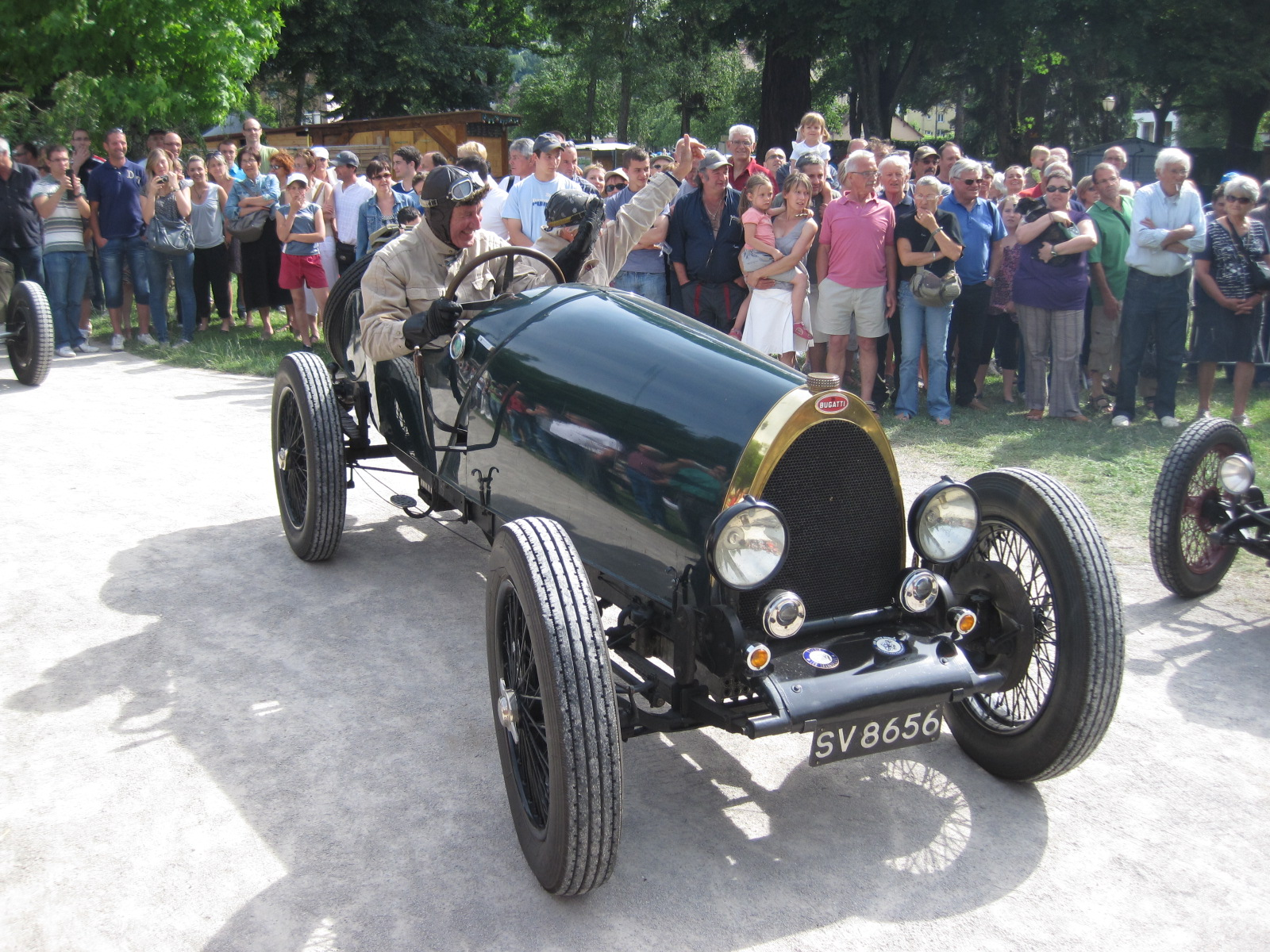
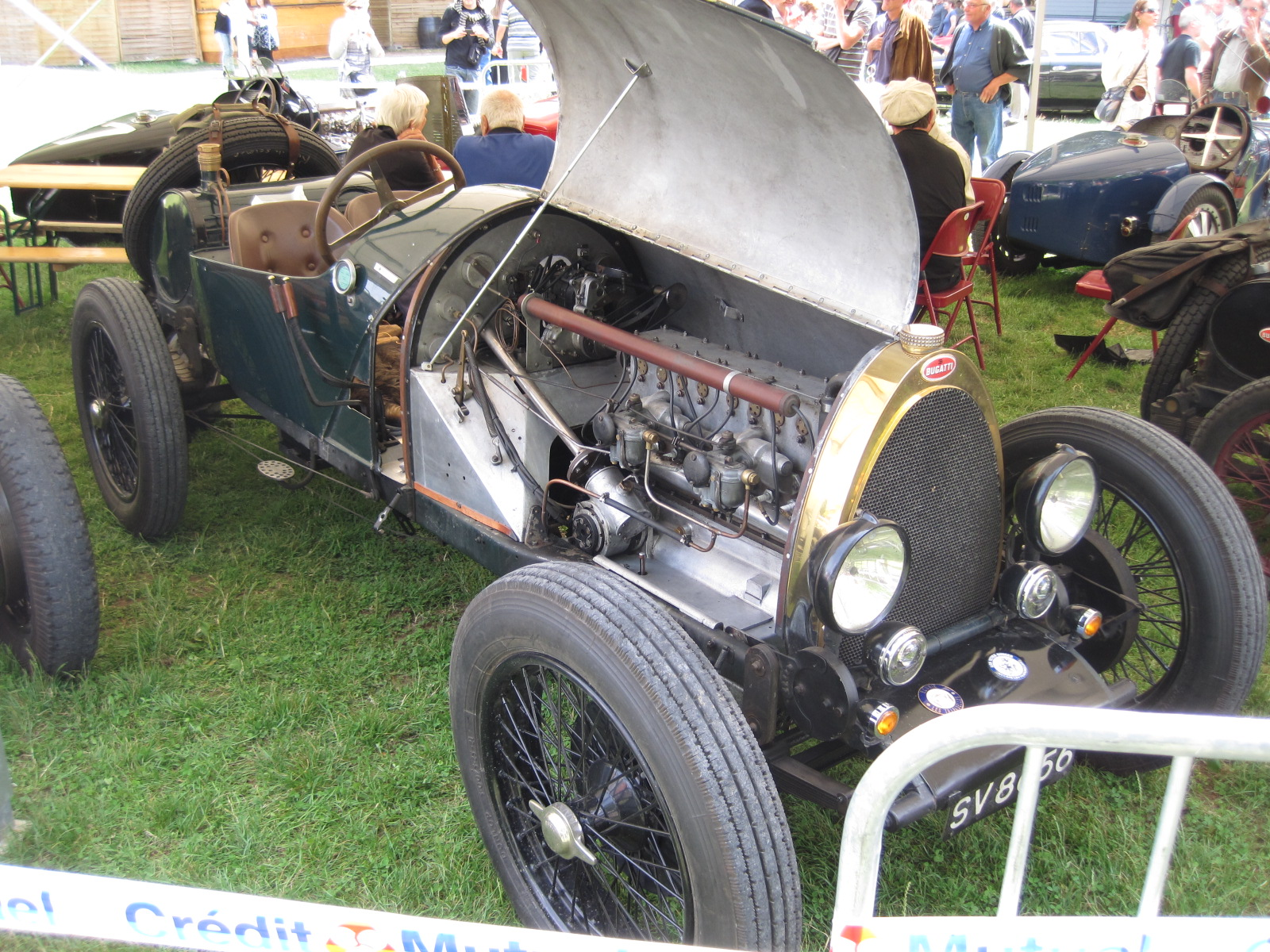
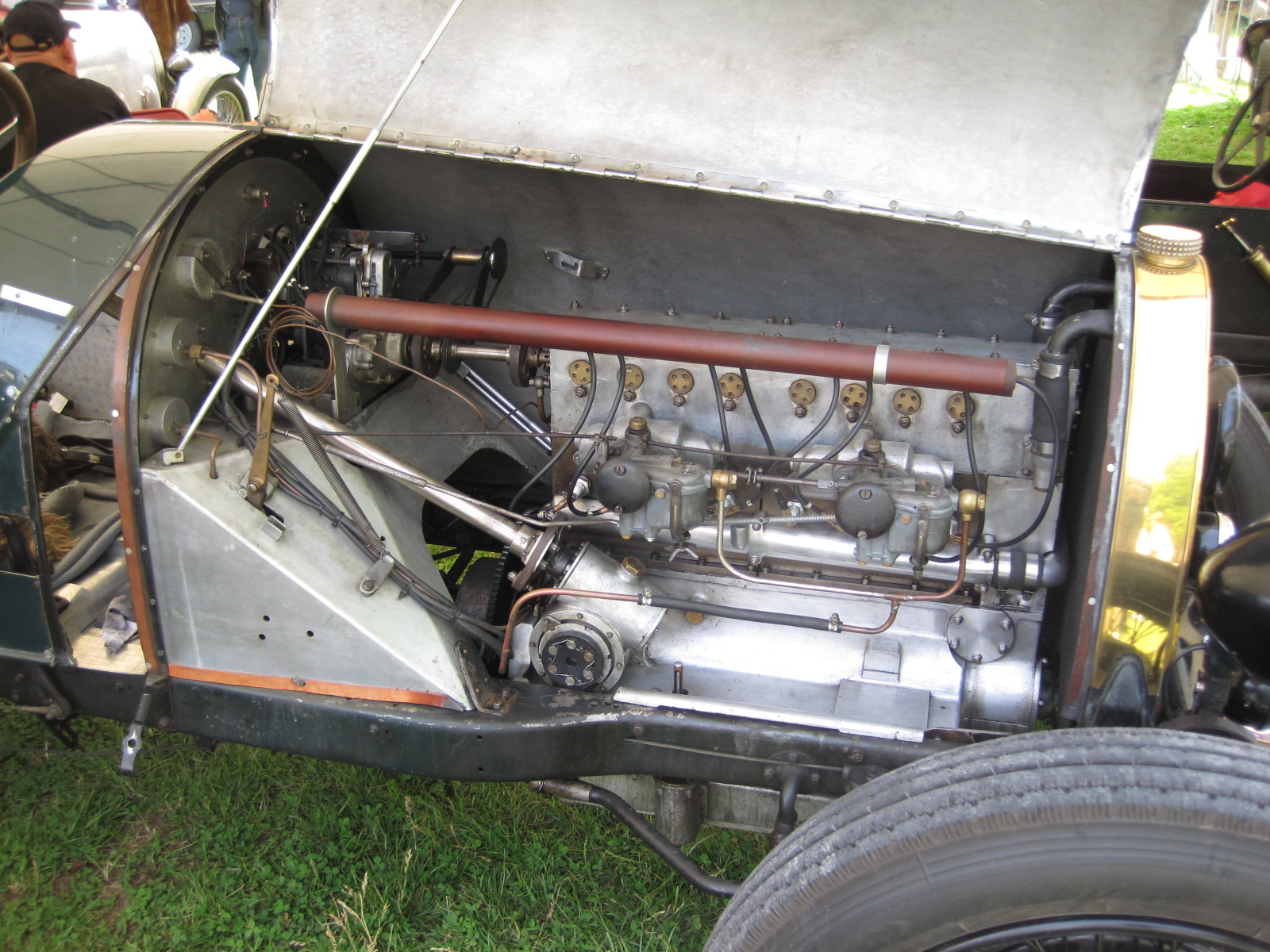

El Type 30 se hizo famoso por su uso en las carreras: la versión de competición estaba equipada con el mismo motor que la de carretera, pero tenía una potencia máxima de 100 CV. Su debut en una competición tuvo lugar el 15 de julio de 1922 en el Gran Premio de Francia: tres de los cuatro Type 30 coparon el segundo, el tercer y el quinto lugar respectivamente, después de una carrera épica. En el posterior Gran Premio de Italia, en el circuito de Monza, el Tipo 30 conducido por De Vizcaya ocupó el tercer lugar. Tuvo menos suerte en las 500 Millas de Indianápolis de 1923, donde el mejor resultado fue un noveno lugar alcanzado por De Cystria. 
El tipo 30 se produjo hasta 1926.